# João Antônio dos Santos
João Antônio dos Santos (Serro, 12 de novembro de 1818 – Diamantina, 17 de maio de 1905), foi um prelado brasileiro da Igreja Católica, que foi o primeiro bispo de Diamantina.

## Biografia

### Vida inicial
Nascido na fazenda de sua avó, Feliciana Angélica dos Santos, no povoado conhecido como Arraial de São Gonçalo do Rio Preto, no distrito Diamantino, subordinado à Vila do Príncipel, atualmente a cidade de Serro, em 12 de novembro de 1818, era filho de Antônio José dos Santos e Maria Jesuína da Luz, e tinha mais cinco irmãos.
Entrou para o Colégio do Caraça em 1835, mas por conta das Revoltas liberais de 1842, que fechou o Colégio, foi convidado pelo Padre Antônio Ferreira Viçoso a lecionar filosofia no Colégio em Congonhas. Quando Dom Viçoso assume a Diocese de Mariana, em 1844, o convida para lecionar filosofia e teologia dogmática no Seminário de Mariana.
Em 21 de dezembro de 1844, foi ordenado diácono e em 12 de janeiro de 1845, recebeu a ordenação presbiteral. Neste mesmo ano, foi nomeado reitor do Seminário de Mariana. Em 1848, torna-se o cônego da Catedral de Mariana. Foi para Roma, onde bacharelou-se em direito canônico. Depois, especializou-se em ciências físicas e naturais na Universidade de Paris. Ainda na Europa, torna-se doutor em direito canônico pela Universidade Romana. Retornando ao Brasil, volta a lecionar em Mariana e foi sacerdote para a Diocese. Em 1853, fundou o Ateneu São Vicente de Paulo em Diamantina, sendo além de reitor, professor de filosofia, retórica e física, exercendo os cargos até 1859. O Ateneu acabaria sendo extinto em 1863.

### Episcopado

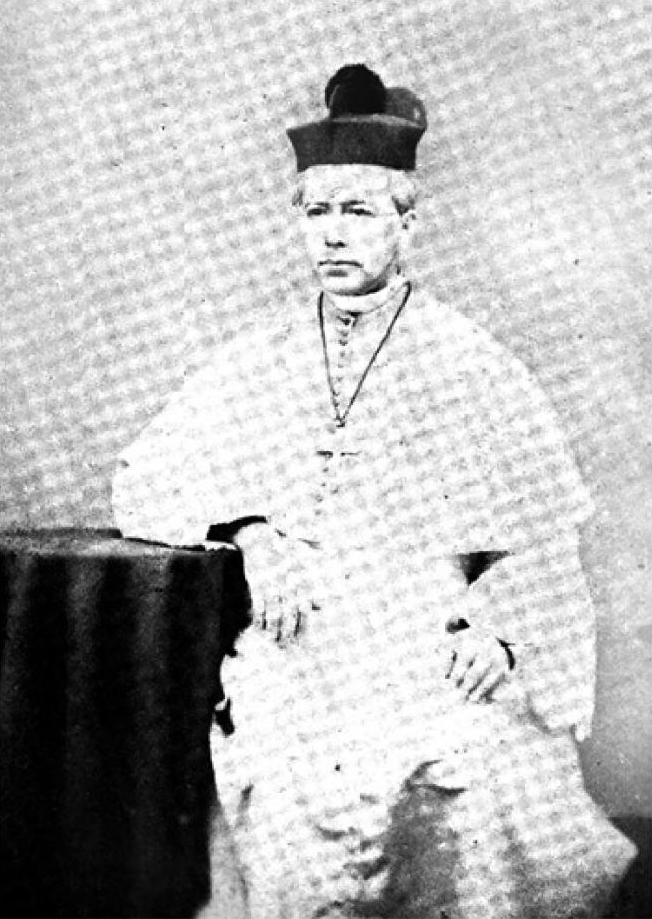
Dom João Antônio dos Santos, na década de 1860.

Com o Decreto Imperial 693 de 6 de agosto de 1853 e a bula Gravissimum sollicitudinis do Papa Pio IX de 6 de junho de 1854, foi criada a Diocese de Diamantina, mas o primeiro bispo nomeado para a Sé, Marcos Cardoso de Paiva, não assumiu o cargo. Então, por decreto do Imperador Dom Pedro II de 12 de março de 1863, foi indicado como bispo de Diamantina, sendo confirmado pela bula Apostolicatus Officium merits licet do Papa Pio IX de 30 de setembro do mesmo ano. Tomou posse na diocese ainda antes de sua sagração em 2 de fevereiro de 1864.
Recebeu a ordenação episcopal em 1 de maio de 1864, na Catedral Santo Antônio de Diamantina, de Dom Antônio Ferreira Viçoso, C.M., bispo de Mariana, coadjuvado pelos padres José Augusto Ferreira da Silva, Joaquim Antônio de Andrade Benfica e João Flaviano dos Santos.
Pertencia ao grupo dos bispos ultramontanos, ou reformadores, muito influenciado por Dom Viçoso. Durante o governo pastoral, fundou o Seminário de Diamantina, no local onde era o Ateneu São Vicente de Paulo, em 1864, transferindo-o para uma sede mais elevada em 1867, local em que ainda funciona. Neste mesmo ano, fundou o Colégio Nossa Senhora das Dores, para a educação de moças, que ficou sob os cuidados das Irmãs da Caridade Vicentina. Foi participante do Concílio Vaticano I. Fundou, junto com alguns de seus irmãos, a Fábrica de Biribiri, importante empreendimento no momento de transição da economia local, deixando a produção de diamantes e passando à produção têxtil.
Esteve presente nas principais ações abolicionistas da região, "reduzindo a população escrava entre 1872 e 1887 de 8.005 cativos para 2.005, pelo livro de matrículas". Foi contemporâneo da assinatura da Lei do Ventre Livre, da Lei Áurea e da Proclamação da República do Brasil. Em 1901, quase cego vitimado por uma forte miopia, recebeu a ajuda de um bispo coadjutor, Dom Joaquim Silvério de Sousa.
Morreu em 17 de maio de 1905, em Diamantina, após 42 anos de episcopado.

## Homenagens
Entre outras homenagens, Dom João Antônio dos Santos dá seu nome a um logradouro em Belo Horizonte, a uma escola estadual em São Gonçalo do Rio Preto e existe uma estátua em sua homenagem em Diamantina, no largo que também o homenageia na cidade.